# Symplectoscyphus similis
Symplectoscyphus similis is een hydroïdpoliep uit de familie Sertulariidae. De poliep komt uit het geslacht Symplectoscyphus. Symplectoscyphus similis werd in 1948 voor het eerst wetenschappelijk beschreven door Fraser. 